# 傑瑟普 (內華達州)
傑瑟普（英語：Jessup）是位於美國內華達州邱吉爾縣的鬼鎮。

## 歷史
傑瑟普的郵局於1908年設立，其後於1912年停運。

## 地理
傑瑟普所處的海拔為高於海平面1387米（即4550英呎），而該地所採用的時區為UTC-8，即太平洋时区（PST）。同時該地設有夏令時間，為UTC-8調快一小時，即UTC-7（PDT）。